# مارفيس فرايزر
مارفيس فرايزر (بالإنجليزية: Marvis Frazier)‏ مواليد 9 أكتوبر 1960 في كارولاينا الجنوبية، هو ملاكم أمريكي معتزل كان يصنف ضمن فئة الوزن الثقيل.

## إحصائيات
خاض خلال مسيرته 21 نزالا، فاز في 19 ولم يتعادل وخسر في 2. فاز بالضربة القاضية في 8 نزالا.

## نزالاته
- ضد جو بوجنر (1983) فاز
- ضد لاري هولمز (1983) خسر
- ضد جيمس تيليس (1985) فاز
- ضد جيمس سميث (1986) فاز
- ضد مايك تايسون (1986) خسر بالضربة القاضية

## روابط خارجية
- مارفيس فرايزر على موقع بوكس ريك (الإنجليزية) (registration required)